# Prostitution au Tadjikistan
La prostitution au Tadjikistan est légale, mais les activités connexes telles que le racolage, le proxénétisme et la tenue de maisons closes sont interdites. La prostitution augmente dans le pays depuis l'effondrement de l'Union soviétique. L'ONUSIDA estime qu'il y a 14 100 travailleuses du sexe au Tadjikistan. Les chiffres officiels du gouvernement pour 2015 sont de 1 777 prostituées et 194 maisons closes. La prostitution a lieu dans les rues et dans les bars, restaurants, discothèques et saunas, et la prévalence du VIH est de 3,5 % parmi les professionnelles du sexe.
Auparavant, le racolage étant une infraction administrative, les prostituées arrêtées recevaient une amende symbolique et étaient libérées,, tandis que les proxénètes étaient poursuivis, potentiellement passibles d'une peine pouvant aller jusqu'à huit ans de prison. En 2015, une nouvelle loi est adoptée qui double l'amende pour sollicitation et ajoute 15 jours d'assignation à résidence à la peine,.
Étant le pays le plus pauvre à sortir de l'Union soviétique, les difficultés économiques sont l'une des principales raisons pour lesquelles les femmes du pays se prostituent.
Le trafic sexuel est un problème dans le pays.

## Tourisme sexuel
Le Tadjikistan est une destination de tourisme sexuel pour les afghans. Le régime plus libéral du Tadjikistan, la pauvreté du pays et une langue similaire le rendent attrayant pour les afghans, même si un visa tadjik peut coûter 500 $. Le Tadjikistan a une si mauvaise réputation en Afghanistan que les hommes qui vont dans le pays disent par exemple à leurs femmes qu'ils vont en Inde.

## Trafic sexuel
Le Tadjikistan est un pays d'origine et de destination pour les femmes et les enfants victimes de trafic sexuel. Les femmes et les enfants du Tadjikistan sont victimes de trafic sexuel principalement en Turquie, aux Émirats arabes unis et en Russie, ainsi qu'en Arabie saoudite, au Kazakhstan et en Afghanistan, ainsi qu'au Tadjikistan.
Les femmes et les mineurs sont de plus en plus vulnérables à la traite. Dans certains cas, les travailleurs migrants abandonnent leur famille, ce qui rend les femmes plus vulnérables à la traite en tant que seules pourvoyeuses de leurs familles. Certaines femmes partent en Syrie ou en Irak avec des promesses de mariage sont plutôt vendues comme esclaves sexuelles. Des femmes et des filles tadjikes sont transportées en Afghanistan à des fins de mariage forcé, ce qui peut conduire au trafic sexuel. Des enfants tadjiks sont victimes de trafic sexuel au Tadjikistan et en Afghanistan.
L'article 130.1 du code pénal de 2003, amendé en 2004 et 2008, interdit toute forme de traite, y compris l'usage de la force, de la fraude ou de la contrainte aux fins d'exploitation sexuelle et de travail forcé. L'article prévoit des peines de cinq à quinze ans d'emprisonnement.
Le Bureau de surveillance et de lutte contre la traite des personnes du Département d'État des États-Unis classe le Tadjikistan au "niveau 2" sur la liste de surveillance.

## Répression de 2014
En juin 2014, le ministre de l'Intérieur, Ramazon Rahimov (en), exprime ses inquiétudes quant à la croissance des "crimes immoraux", et ordonne une répression de la prostitution,. Les bordels doivent être perquisitionnés et les professionnelles du sexe arrêtées et testées de force pour le VIH et d'autres IST,. 505 travailleuses du sexe sont arrêtées dans la capitale, Douchanbé, les premiers jours,, parmi eux, 450 ont une IST selon un communiqué publié par le ministre, 30 des femmes sont condamnées à une amende.
Les travailleuses du sexe signalent que cette situation conduit à des viols, à des humiliations sexuelles et à des policiers exigeant des rapports sexuels pour libérer les travailleuses du sexe de détention.